# Laccopithecus
Laccopithecus es un género extinto de primates catarrinos que vivió en Asia a finales del Mioceno hace aproximadamente 8 millones de años. La única especie del género, Laccopithecus robustus, posee un registro fósil amplio de alrededor de 90 especímenes encontrados en la provincia de Yunan en China, constituido por un fragmento craneal bien preservado, fragmentos mandibulares, dientes y falanges distales. Su tamaño dental era similar a la de los siamangs y ligeramente más pequeño que en Anapithecus.

## Clasificación
- Orden Primates Linnaeus, 1758</small
  - Infraorden Catarrhini E´. Geoffroy Saint-Hilaire, 1812
    - Superfamilia Pliopithecoidea Zapfe, 1960
      - Familia Crouzeliidae Zapfe, 1960
        - Subfamilia Crouzeliinae Zapfe, 1960
        - Género Laccopithecus Wu & Pan, 1984[1]
          - Laccopithecus robustus Wu & Pan, 1984